# Eduardo Dischinger
Eduardo Moreira Dischinger (nascido em 18 de maio de 1992) é um jogador brasileiro de tênis profissional. Na carreira de simples, o posto mais alto veio em 29 de abril de 2013, quando chegou ao número 540 do ranking mundial da ATP. Já nas duplas, em 31 de agosto de 2015, alcançou o número 248. É heptacampeão de duplas da ITF.
Eduardo conquista seu primeiro título de ATP Challenger na competição de duplas do Sport 1 Open 2015, onde fez parceria com Ariel Behar.